# Yin Fu
Yin Fu 尹福 (cinese) (Chanhuaicun, 1840 – Pechino, 28 giugno 1909) è stato un insegnante cinese.
Yin Fu尹福, il cui zi, cioè il nome che prese all'età adulta era Dean (德安), chiamato Shoupeng (寿鹏), soprannominato Shouyin (瘦尹). Allievo di Dong Haichuan e fondatore dello Stile Yin di Baguazhang, uno stile di arti marziali cinesi.

## Biografia
Yin Fu è nato nel 1840 nel villaggio Chanhuaicun (漳淮村) della area amministrativa di Jixian (冀县) in Hebei.  Si trasferì a vivere a Pechino, appena fuori di Zhaoyangmen (朝阳门). Inizialmente si guadagnò da vivere prima come cucitore e poi come venditore di frittelle.
Dal 1860 diviene allievo di Dong Haichuan e viene inviato con lui a fare l'esattore delle tasse in Mongolia. Per molti autori è in questo periodo che Yin apprende il Baguazhang o addirittura che Dong Haichuan crea lo stile, assieme al suo discepolo preferito.
Quando Dong Haichuan andò in pensione, Yin Fu prese il suo posto come supervisore delle Guardie Imperiali e lavorò nella Città Proibita. Nel 1900, durante la repressione della Rivolta dei Boxer e l'invasione di Pechino da parte delle forze alleate occidentali degli otto stati, egli diresse la fuga di Cixi, l'Imperatrice Vedova, dalla capitale a Xi'an.
Yin morì a 69 anni di età, il 28 giugno del 1909.

## Esperienze marziali
Sulle sue esperienze marziali, antecedenti lo studio del Baguazhang, ci sono diverse versioni: per alcuni egli avrebbe praticato Luohanquan e Tantui; per altri non avrebbe avuto nessuna conoscenza marziale prima di incontrare Dong Haichuan; per altri ancora avrebbe praticato Meihuaquan  e Lianhuantui (连环腿); infine per alcuni egli avrebbe studiato una sorta di Shequan (pugilato del serpente).
Lo stile di Bagua da lui creato è caratterizzato dall'utilizzo del Palmo a Lingua di Bue (牛舌掌, Niushezhang) ed è anche detto Dongchengzhang (东城掌), cioè Palmo della Città ad Est, per sottolineare che Yin viveva in questa parte della città.

## Allievi
Questo è un elenco parziale dei moltisismi allievi di Yin Fu:
Ma Gui (马贵), Li Yongqing (李永庆)、Ju Qingyuan (居庆元), Cui Zhendong (崔振东), He Jinkui (何金奎), Yang Junfeng (杨俊峰), Liu Dongchen (刘栋臣), Cao Zhongsheng (曹钟升), Men Baozhen (门宝珍), Ceng Zengqi (曾增启), Gong Baotian (宫宝田), Liu Qingfu (刘庆福), ecc.